# Comuna Dobropole, Buceaci
Dobropole (în ucraineană Доброполе) este o comună în raionul Buceaci, regiunea Ternopil, Ucraina, formată din satele Dobropole (reședința) și Mateușivka.

## Demografie
Componența lingvistică a comunei Dobropole
     Ucraineană (99,64%)
     Alte limbi (0,36%)
Conform recensământului din 2001, majoritatea populației comunei Dobropole era vorbitoare de ucraineană (99,64%), existând în minoritate și vorbitori de alte limbi.